# Crosslauf-Weltmeisterschaften 1981
Die 9. Crosslauf-Weltmeisterschaften der IAAF fanden am 28. März 1981 auf dem Hipódromo de la Zarzuela in Madrid (Spanien) statt.
Die Männer starteten über eine Strecke von 12 km, die Frauen über 4,41 km und die Junioren über 7,25 km.

## Ergebnisse

### Männer

#### Einzelwertung
| Platz | Athlet             | Land | Zeit (min) |
| ----- | ------------------ | ---- | ---------- |
| 1     | Craig Virgin       | USA  | 35:05      |
| 2     | Mohamed Kedir      | ETH  | 35:07      |
| 3     | Fernando Mamede    | POR  | 35:09      |
| 4     | Julian Goater      | ENG  | 35:13      |
| 5     | Antonio Prieto     | ESP  | 35:18      |
| 6     | Robert de Castella | AUS  | 35:20      |
| 7     | Girma Berhanu      | ETH  | 35:22      |
| 8     | Thom Hunt          | USA  | 35:23      |

Von 238 gestarteten Athleten erreichten 228 das Ziel.
Teilnehmer aus deutschsprachigen Ländern:
- 28: Hans-Jürgen Orthmann (FRG), 35:50
- 44: Eberhard Weyel (FRG), 36:05
- 67: Detlef Uhlemann (FRG), 36:30
- 90: Ralf Salzmann (FRG), 36:44
- 108: Christoph Herle (FRG), 36:59
- 138: Günter Zahn (FRG), 37:17
- 143: Justin Gloden (LUX), 37:34
- 159: Andreas Weniger (FRG), 37:50
- 193: Gerhard Krippner (FRG), 38:40
- 198: Gerhard Hartmann (AUT), 39:15

#### Teamwertung
| Platz | Land und Athleten                                                                                 | Gesamtpunktzahl und Einzelplatzierung |
| ----- | ------------------------------------------------------------------------------------------------- | ------------------------------------- |
| 1     | Äthiopien Mohamed Kedir Girma Berhanu Dereje Nedi Kebede Balcha Miruts Yifter Eshetu Tura         | 081 02 07 013 014 015 030             |
| 2     | Vereinigte Staaten Craig Virgin Thom Hunt Mark Nenow Bill Donakowski Bruce Bickford George Malley | 114 01 08 017 018 019 051             |
| 3     | Kenia Jackson Ruto Peter Koech Alfred Nyasani Sammy Mogene Wilson Musonik Some Muge               | 220 022 024 025 036 056 057           |

Insgesamt wurden 27 Teams gewertet. Die bundesdeutsche Mannschaft belegte mit 475 Punkten den elften Platz.

### Frauen

#### Einzelwertung
| Platz | Athletin           | Land | Zeit (min) |
| ----- | ------------------ | ---- | ---------- |
| 1     | Grete Waitz        | NOR  | 14:07      |
| 2     | Jan Merrill        | USA  | 14:22      |
| 3     | Jelena Sipatowa    | URS  | 14:22      |
| 4     | Agnese Possamai    | ITA  | 14:25      |
| 5     | Tatjana Sytschowa  | URS  | 14:25      |
| 6     | Betty Springs      | USA  | 14:28      |
| 7     | Swetlana Ulmassowa | URS  | 14:28      |
| 8     | Debbie Scott       | CAN  | 14:31      |

Von 118 gestarteten Athletinnen erreichten 116 das Ziel.
Teilnehmerinnen aus deutschsprachigen Ländern:
- 19: Cornelia Bürki (SUI), 14:50
- 57: Elise Wattendorf (SUI), 15:25
- 84: Vreni Forster (SUI), 15:50
- 104: Daniela Gassmann (SUI), 16:22

#### Teamwertung
| Platz | Land und Athletinnen                                                                 | Gesamtpunktzahl und Einzelplatzierung |
| ----- | ------------------------------------------------------------------------------------ | ------------------------------------- |
| 1     | Sowjetunion Jelena Sipatowa Tatjana Sytschowa Swetlana Ulmassowa Tetjana Posdnjakowa | 24 03 05 07 09                        |
| 2     | Vereinigte Staaten Jan Merrill Betty Springs Julie Shea Mary Shea                    | 36 02 06 13 15                        |
| 3     | Italien Agnese Possamai Cristina Tomasini Silvana Cruciata Alba Milana               | 89 04 23 29 33                        |

Insgesamt wurden 20 Teams gewertet. Die Schweizer Mannschaft belegte mit 264 Punkten den 15. Platz.

### Junioren

#### Einzelwertung
| Platz | Athlet            | Land | Zeit (min) |
| ----- | ----------------- | ---- | ---------- |
| 1     | Mohammed Chouri   | TUN  | 22:04      |
| 2     | Jewgeni Scherebin | URS  | 22:06      |
| 3     | Keith Brantly     | USA  | 22:07      |

Von 104 gestarteten Athleten erreichten 102 das Ziel.
Teilnehmer aus deutschsprachigen Ländern:
- 33: Julius Benkö (AUT), 23:18
- 77: Alfred Ungersböck (AUT), 24:15
- 80: Rolf Lauper (SUI), 24:21
- 87: Andreas Ceconi (AUT), 24:30
- 91: Renat Kuenzi (SUI), 25:01
- 92: Josef Scharmer (AUT), 25:12
- DNF: Peter Schwarzenpoller (AUT)

#### Teamwertung
| Platz | Land und Athleten                                                           | Gesamtpunktzahl und Einzelplatzierung |
| ----- | --------------------------------------------------------------------------- | ------------------------------------- |
| 1     | Vereinigte Staaten Keith Brantly George Nicholas John Butler Chris Hamilton | 23 03 04 06 10                        |
| 2     | England Paul Davies-Hale Jonathan Richards Mark King Christian Bloor        | 61 05 11 20 25                        |
| 3     | Kanada Dave Reid Chris Brewster Paul McCloy Allen Hugli                     | 66 12 14 16 24                        |

Insgesamt wurden 19 Teams gewertet. Die österreichische Mannschaft belegte mit 289 Punkten den 17. Platz.